# Super Mario Run
Super Mario Run is een platform en renspel dat is ontwikkeld en uitgegeven door Nintendo. Het mobiele spel kwam op 15 december 2016 uit voor iOS en op 22 maart 2017 voor Android.
Het spel is gratis en wordt als een soort van  demo aangeboden, met de mogelijkheid om tegen betaling het hele spel vrij te geven.

## Gameplay
Super Mario Run is een spring-en-renspel waarin de speler de rol aanneemt van Mario of een van zijn vrienden, die automatisch van links naar rechts in een tweedimensionaal level rennen. Zij moeten daarbij obstakels, hindernissen, Vijanden en valkuilen ontwijken. De speler moet op het aanraakscherm drukken om over grotere hindernissen te springen. Hoe langer men het scherm aanraakt, hoe hoger Mario springt.
In het spel zijn vier spelmodi:
- Wereldreis, waarin Mario automatisch rent om munten te pakken en Prinses Peach moet redden
- Toadrace, 2 spelers gaan een tijdrace aan met andere spelers om Toadjes terug naar je koninkrijk te brengen. De race win je door zo veel mogelijk munten te verzamelen en om coole moves te doen.
- Remix 10, waarin spelers 10 korte levels spelen om een prijs te winnen en om Prinses Daisy te redden
- Mijn koninkrijk, een gebied waar spelers kunnen bouwen met verzamelde voorwerpen en dingen kunnen kopen met munten, zoals Minigame huisjes.

## Ontvangst
De iOS-versie ontving over het algemeen positieve recensies met een score van 76% op aggregatiewebsite Metacritic. Men prees de spelwaarde en verslavende gameplay, maar kritiek was er op de hoge prijs in vergelijking met andere betaalde spellen, en de noodzakelijke verbinding met het internet.
Het spel zou volgens Nintendo ruim 200 miljoen keer zijn gedownload, maar de betaling van 10 euro voor het gehele spel zou tegenvallen. Desondanks werd in juli 2018 de totale omzet geschat op 60 miljoen dollar.